# Disuk
Disuk (arabisch دسوق, DMG Disūq) ist eine Stadt im Nildelta im Gouvernement Kafr asch-Schaich in Ägypten. Sie liegt am westlichen Mündungsarm des Nils.

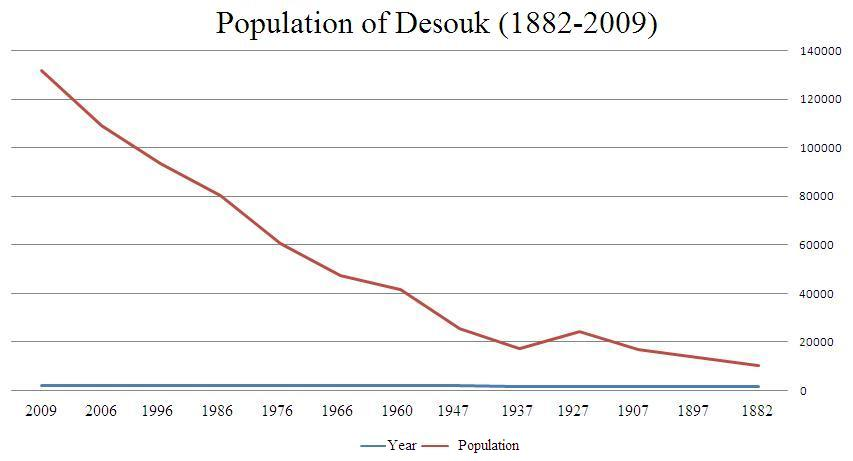
Bevölkerungsentwicklung (1882–2009)

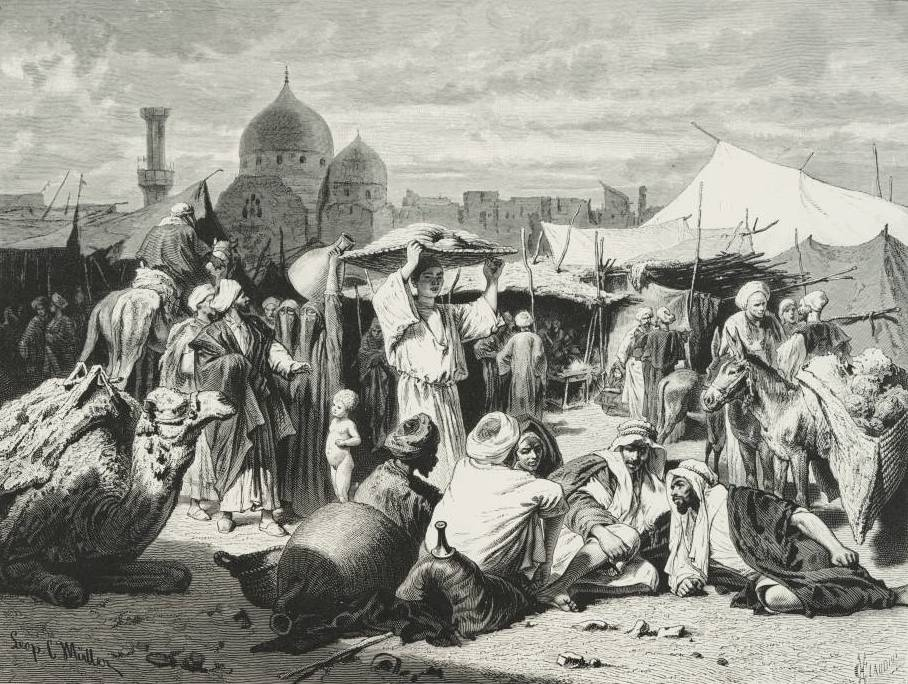
Marktplatz 1878